# Huraidhah (huyện)
Huyện Huraidhah là một huyện thuộc tỉnh Hadramawt, Yemen. Đến thời điểm năm 2003, huyện này có dân số 18684 người